# Adualisme
L'adualisme marque l’indifférenciation initiale du jeune enfant vis-à-vis de son moi et de l’extérieur. Au départ, le bébé mêle indistinctement ce qui lui est interne et ce qui est externe.
La conscience de soi est absente du nouveau-né. Au cours de l’enfance, la perception du réel s’affine et se précise. Henri Wallon a développé ce point, et a été repris par Piaget, qui distingua trois formes d’adualisme, s’effaçant progressivement :
1. jusqu’à 7/8 ans : le signifiant et le signifié sont confondus, le « mot est la chose ».
2. jusqu’à 9/10 ans : le subjectif et l’objectif sont indistincts, « l’intérieur est l’extérieur ».
3. jusqu’à 11/12 ans : la pensée se détache difficilement de l’objet qu’elle se représente, les concepts sont difficilement maniés.

L’évolution se fait de manière continue.